# کاماترون
شهر کاماترون در استان آتیک در کشور یونان واقع شده است که دارای جمعیت ۲۵٬۴۳۹  نفر می‌باشد.